# Kunio Watanabe
Kunio Watanabe (渡辺邦男 Watanabe Kunio?, n. 3 iunie 1899, Prefectura Shizuoka, Japonia – d. 5 noiembrie 1981) a fost un actor, scenarist și regizor de film japonez. A fost unul dintre cei mai prolifici regizori ai studioului Toho.

## Biografie
Kunio Watanabe a studiat la Universitatea Waseda din Tokio și a intrat în industria cinematografică în 1924, atunci când s-a angajat la studioul Nikkatsu. După câțiva ani în care a fost actor a devenit regizor de film în 1927. Începând din 1937 a colaborat cu studioul Toho, pentru care a regizat în medie cam nouă filme pe an. A realizat, potrivit istoricului de film Stuart Galbraith IV, un număr mare de filme de categoria B cu buget redus. A colaborat în paralel cu studioul Shintoho, fiind chiar mai prolific și contribuind, în calitate de coordonator de producție, la dezvoltarea acestei companii.
În vara anului 1953, când Akira Kurosawa turna filmul Cei șapte samurai și depășise bugetul de producție, conducătorii companiei Toho au vehiculat ideea înlocuirii lui Kurosawa cu Watanabe, dar această intenție nu s-a finalizat. Această idee a urmărit să-l determine pe Kurosawa să termine filmul cât mai repede.
Watanabe era un cineast anticomunist și în anii de după război i-a acuzat pe mulți dintre oamenii din industria cinematografică japoneză că ar fi comuniști, provocând îngrijorare în rândul cineaștilor. La începutul anilor 1950 el a acuzat șase filme ale companiei Toho că ar face „propagandă comunistă”, inclusiv două filme mai vechi (Asu o tsukuru hitobito și O duminică minunată) ale lui Kurosawa.
A apărut ca actor în aproximativ douăzeci de filme între 1925 și 1927, a regizat peste 230 de filme și a scris o sută de scenarii între 1928 și 1970. În 1970 a realizat pentru studioul Shochiku un remake al filmului Sugata Sanshirō al lui Kurosawa.

## Filmografie selectivă

### Ca actor
- 1925: Au rayon rouge du soleil couchant (赫い夕陽に照されて Akai yūhi ni terasarete?), regizat de Kenji Mizoguchi și Genjirō Saegusa
- 1925: Le Général Nogi et monsieur l'Ours (乃木将軍と熊さん Nogi taishō to Kumasan?), regizat de Kenji Mizoguchi
- 1927: Trois jours de compétition (競走三日間 Kyoso mikkakan?), regizat de Tomu Uchida
- 1927: La Dame aux camélias (椿姫 Tsubakihime?), regizat de Minoru Murata

### Ca regizor
- 1929: Nikkatsu kōshinkyoku: Kan'nin (日活行進曲 堪忍?)
- 1930: Tsurugi o koete (剣を越えて?)
- 1930: Ude ippon (腕一本?)[8]
- 1932: Korui sakashita gomon (紅涙坂下御門?)
- 1932: Bonnō hibunsho: Ryūsei hen (煩悩秘文書 流星篇?)
- 1932: Bonnō hibunsho: Kenkō hen (煩悩秘文書 剣光篇?)
- 1933: Bonnō hibunsho: Gedatsu hen (煩悩秘文書 解脱篇?)
- 1933: Furansu Omasa (フランスお政?)
- 1934: Haha nobishiyō (母の微笑?)
- 1934: Sakura ondo (さくら音頭?)
- 1934: Zensen butai (前線部隊?)
- 1934: Hanayome nikki (花嫁日記?)
- 1935: Shōshūrei (召集令?)
- 1935: Uramachi no kōkyōkyoku (うら街の交響曲?)
- 1935: Jasu no machikado (ジャズの街かど?)
- 1936: Tange Sazen: Nikkō no maki (丹下左膳 日光の巻?)
- 1937: Kenji to sono imōto (検事とその妹?)
- 1937: Tange Sazen: Aizō maken hen (丹下左膳 愛憎魔剣篇?)
- 1937: Tange Sazen: Kanketsu hōkō (丹下左膳 完結咆吼篇?)
- 1938: Tetsuwan toshi (鉄腕都市?)
- 1938: Seishun sumō nikki (青春角力日記?)
- 1938: Aijō ichiro (愛情一路?)
- 1938: Shōgun no mago (将軍の孫?)
- 1938: Shinpen Tange Sazen: Yōtō hen (新篇 丹下左膳 妖刀篇?)
- 1939: Echigo jishi matsuri (越後獅子祭?)
- 1939: Byakuran no uta (白蘭の歌?)
- 1940: Ungetsu no Kudan no haha (雲月の九段の母?)
- 1940: Haru yo izuko (春よいづこ?)
- 1940: Niiduma kagami: Zenpen (新妻鏡 前篇?)
- 1940: Niiduma kagami: Kōhen (新妻鏡 後篇?)
- 1940: Kingorō no ā mujō (金語楼の噫無情?)
- 1940: Nessa no chikai: Zenpen (熱砂の誓ひ 前篇?)
- 1940: Nessa no chikai: Kōhen (熱砂の誓ひ 後篇?)
- 1942: Musashibo Benkei (武蔵坊弁慶?)
- 1943: Ongaku daishingun (音楽大進軍?)
- 1943: Otoko (男?)
- 1943: Kessen no ōzora e (決戦の大空へ?)
- 1945: Ato ni tsuzuku o shinzu (後に続くを信ず?)
- 1946: Midori no fūrusatō (緑の故郷?)
- 1946: Reijin (麗人?)
- 1947: Dare ka yume naki: Zenpen (誰か夢なき 前篇?)
- 1947: Dare ka yume naki: Kōhen (誰か夢なき 後篇?)
- 1948: Aijō shindan-sho (愛情診断書?)
- 1948: Ano yume kono uta (あの夢この歌?)
- 1948: Utau Enoken torimonochou (歌ふエノケン捕物帖?)
- 1949: Ikoku no oka (異国の丘?)
- 1949: Nabeshima kaibyou den (鍋島怪猫伝?)
- 1949: Enoken Kasagi no Osome Hisamatsu (エノケン・笠置のお染久松?)
- 1950: Onna Sanshirō (女三四郎?)
- 1950: Rajo no urei (裸女の愁い?)
- 1950: Enoken no happyakuya-danuki ōabare (エノケンの八百八狸 大暴れ?)
- 1951: Mokka ren'ai-chū (目下恋愛中?)
- 1953: Gozen reiji (午前零時?)
- 1953: Daibosatsu Tōge (大菩薩峠 甲賀一刀流の巻?)
- 1953: Daibosatsu Tōge - Dainibu : Mibu to Shimabara no maki, Miwa kamisugi no maki (大菩薩峠 第二部 壬生と島原の巻 三輪神杉の巻?)
- 1953: Daibosatsu Tōge - Daisanbu : Ryūjin no maki, Ai no yama no maki (大菩薩峠 第三部 竜神の巻 間の山の巻?)
- 1954: Bakushō tengoku: Tonchi kyōshitsu (爆笑天国 とんち教室?)
- 1954: Inugami-ke no nazo: Akuma wa odoru (犬神家の謎 悪魔は踊る?)
- 1955: Nonki saiban (のんき裁判?)
- 1955: Morishige no shinnyū shain (森繁の新入社員?)
- 1955: Waga na wa petenshi (わが名はペテン師?)
- 1956: Abare andon (あばれ行燈?)
- 1956: Hokkai no hanran (北海の叛乱?), coregizat cu Masaki Mōri
- 1956: Kingorō no Heitai-san (金語楼の兵隊さん?)
- 1956: Onryō Sakura daisōdō (怨霊佐倉大騒動?)
- 1956: La Vie trépidante des décideurs (はりきり社長 Harikiri shachō?)
- 1956: Yōun Satomi kaikyoden (妖雲里見快挙伝?)
- 1957: Meiji tennō to nichiro daisensō (明治天皇と日露大戦争?)
- 1958: Ankōru watto monogatari: Utsukushiki aishū (アンコールワット物語 美しき哀愁?)
- 1958: La Vengeance des loyaux serviteurs (忠臣蔵 Chūshingura?)[9]
- 1958: Tenryū shibukikasa (天竜しぶき笠?)
- 1958: Tenpō Suikoden (天保水滸伝?)
- 1958: Onna zamurai tadaima sanjō (女ざむらい只今参上?)
- 1958: Okon no hatsukoi: Hanayome nanahenge (おこんの初恋 花嫁七変化?)
- 1958: Nichiren to mōko daishūrai (日蓮と蒙古大襲来?)
- 1958: Iga no suigetsu (伊賀の水月?)
- 1958: Ōabare Tōkaidō (大暴れ東海道?)
- 1959: Hebihimesama (蛇姫様?)
- 1959: Onna no kyōshitsu (女の教室?)
- 1959: Kinokuniya Bunzaemon (紀の国屋文左衛門?)
- 1959: Bōfūken (暴風圏?)
- 1960: Futari no Musashi (二人の武蔵?)
- 1960: Kyokaku harusame gasa (剣客春雨傘?)
- 1960: Tenka gomen (天下御免?)
- 1961: Zenigata Heiji torimonobikae: Yoru no enma chō (銭形平次捕物控 夜のえんま帖?)
- 1961: Mito Kōmon umi o wataru (水戸黄門海を渡る?)
- 1961: Akuma no temari-uta (悪魔の手毬唄?)
- 1962: Minami taiheiyō namitakashi (南太平洋波高し?)
- 1962: Nagadosu chūshingura (長脇差忠臣蔵?)
- 1963: Min'yō no tabi: Akita obako (民謡の旅 秋田おばこ?)
- 1965: Meiji no fūsetsu: Yawara senpū (明治の風雪 柔旋風?)
- 1970: Sugata Sanshirō (姿三四郎?)[7]

## Premii
- 1958: Premiul Panglica Albastră pentru cel mai popular artist

## Legături externe
- Kunio Watanabe la Internet Movie Database
- Kunio Watanabe pe Japanese Movie Database